# 李鏞 (諸羅縣知縣)
李鏞，號坦菴，漢軍正黃旗人，清朝政治人物。

## 生平
李鏞爲監生出身，曾任寧陽縣知縣。康熙四十五年（1706年）任台灣府諸羅縣知縣。